# Балшичи
 Тази статия е за фамилията.  За града в историческа Кутмичевица, Албания, вижте Балши.  
Балшите (на сръбски: Балшићи) са благороднически род и фамилия, управлявала днешните албански земи около Шкодра – Улцин, Бар със Зета, Круя, Канина, Валона, Берат и Химара включително и сръбските земи по т.нар. сръбско поморие (Будва, Конавле, Требине и Драчевица) в годините 1362 и 1421.
Основателят на династията Балша I е дребен земевладелец-властел, контролиращ само едно село при цар Стефан Душан. Баща е на трима синове Страцимир Балшич, Джурадж I Балшич и Балша II, които след неговата смърт придобиват влияние, заемайки при неясни обстоятелства земите на земевладелеца Жарко и убивайки войводата Джураш Илиич. Стефан Урош ги признава за областни господари, а след неговата смърт те постепенно овладяват цялата Зетска област, в непрекъснати сблъсъци със съседните владетели. Отстояват независимостта на земите си срещу своите съседи: албанските владетели от рода Топия, босненския крал Твърдко I Котроманич и господарите на Херцеговина. За да стабилизират положението си, през 1369 г. приемат уния с Римокатолическата църква.
Джурадж I Балшич взема за съпруга Елена, дъщеря на Лазар Хребелянович, владетел на Сърбия. След смъртта ѝ сключва брак с Милица, дъщеря на крал Вълкашин Мърнявчевич, владетел на Прилеп, с когото живее в мир. Разделя се с нея след смъртта на баща ѝ, за да се ожени за Мария Теодора, дъщеря на севастократор и деспот Деян Драгаш. Посмъртно му се ражда дъщеря Евдокия. Тя става трета съпруга на Исав де Бунделмонти, господар на Янина и играе важна роля в управлението на този град след смъртта на мъжа си.
Балша II получава като зестра от жена си, деспотица Ксения Комнина, властта над албанските градове Валона, Берат и Химара. Загива в битка с османските турци през 1385 г., защитавайки тези земи. След смъртта му те остават под управлението на неговата вдовица и на зет му Мръкша Жаркович, а в Зета го наследява племенникът му Джурадж II, син на Страцимир Балшич. За да укрепи позициите си Джурадж сключва брак с Елена, дъщеря на сръбския княз Лазар Хребелянович, а след гибелта на своя тъст в Косовската битка обявява папата за свой наследник (1391), в случай че няма син. Такъв обаче се ражда – бъдещият Балша III. Застрашен от турците, Джурадж ІІ отстъпва по-голямата част от своите владения на Венеция, осигурявайки си по този начин нейното покровителство. Умира през 1405 г. и е наследен от сина си Балша III. Новият владетел започва енергични военни действия срещу венецианците за да си възвърне бащините земи и най-вече силната крепост Шкодра. Последен представител на своя род, преди да умре през 1421 г., той завещава владенията си на своя вуйчо, сръбския деспот Стефан Лазаревич. Единствената му дъщеря Елена е омъжена за херцеговинския владетел Стефан Косача.
Представител на третото поколение в рода Балшичи е и Константин Балшич, син на Джурадж І от брака му с Милица. Той загива в битка с венецианците през 1402 г., защитавайки своята крепост Кроя.
- 1356—1368 Балша I
- 1368—1373 Страцимир Балшич, син на Балша I.
- 1373—1379 Джурадж I Балшич, син на Балша I
- 1379—1385 Балша II, син на Балша I, от 1382 княз на Албания
- 1385—1405 Джурадж II, син на Страцимир
- 1405—1421 Балша III, син на Джурадж II